# Ochicanthon crockermontis
Ochicanthon crockermontis là một loài bọ cánh cứng trong họ Bọ hung (Scarabaeidae).